# Hermann Löns

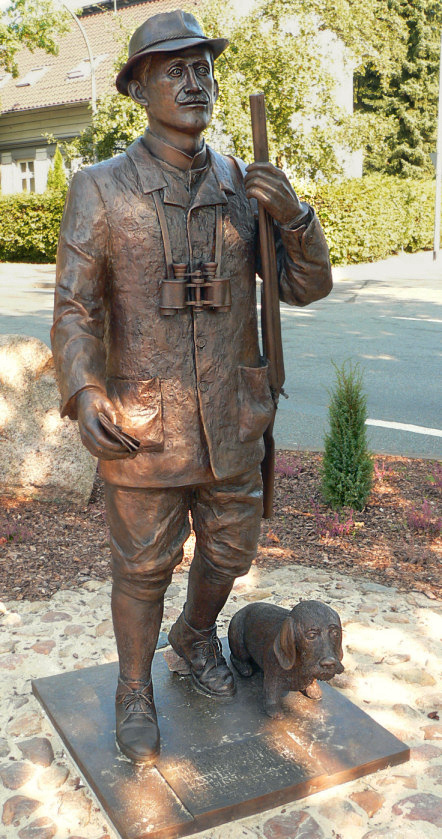
Statue de bronze de Löns en chasseur, érigée en 2006 à Walsrode.

Hermann Löns (29 août 1866 - 26 septembre 1914) est un journaliste et écrivain allemand. Il est notamment connu comme « Poète de la lande » pour ses romans et poèmes célébrant les gens et les paysages des landes d'Allemagne du Nord, en particulier la lande de Lüneburg en Basse-Saxe. Löns est bien connu en Allemagne pour ses chants populaires. Il était aussi un chasseur, un historien de la nature et un écologiste.

## Biographie
Hermann Löns est né le 29 août 1866 à Kulm (maintenant Chełmno, Pologne) en Prusse-Occidentale dans une fratrie de douze frères et sœurs, dont cinq sont morts en bas âge. Ses parents étaient Friedrich Wilhelm Löns (1832-1908) de Bochum, un enseignant, et Klara (née Cramer, 1844-1896) de Paderborn. Hermann Löns a grandi à Deutsch-Krone (Prusse occidentale). En 1884, la famille déménage vers la Westphalie où son père a trouvé un poste à Münster. Ayant survécu au typhus, Löns est diplômé de l'Abitur en 1886. Poussé par son père, il commence des études de médecine qu'il ne poursuit pas. À la Theologische und Philosophische Akademie de Münster, du printemps 1889 à l'automne 1890, il étudie les sciences naturelles mettant l'accent sur la zoologie. Il y développe un intérêt pour les questions environnementales — protection de la nature face aux dommages causés par l'activité industrielle. et pour la littérature. En 1889, il est arrêté pour conduite désordonnée et condamné à cinq jours de prison pour avoir éteint les lampes au gaz et avoir résisté à une arrestation en état d'ébriété.
À l'automne 1891, Löns décide de quitter l'université sans diplôme et de devenir journaliste. Il se rend d'abord à Kaiserslautern, où il travaille pour le journal Pfälzische Presse. Il est licencié après cinq mois pour retard et état d'ébriété. Löns se rend ensuite à Gera où il devient rédacteur en chef adjoint pour le Reußische Volkszeitung. Il perd également ce travail après trois semaines pour ivresse. Löns commence à travailler comme journaliste indépendant pour le Hannoveraner Anzeiger. À partir de 1892, Löns vit à Hanovre et en tant qu'éditeur de nouvelles régionales et écrit sur une grande variété de sujets.
À cette époque, Löns commence à se faire un nom en tant qu'écrivain dont les sujets ont pour cadre la nature, en particulier la lande de Basse-Saxe. En 1906, son livre Mein braunes Buch est son premier succès littéraire. Il écrit alors Der Wehrwolf (Le Loup-Garou) considéré souvent comme son livre le plus réussi, qui narre la vengeance sanglante des paysans de Basse-Saxe contre les soldats en maraude de la guerre de Trente Ans. Les poèmes contenus dans la collection Der kleine Rosengarten (1911) sont désignés par Löns comme des « chansons folkloriques » (Volkslieder). Ils connaîtront un grand succès et seront mis en musique par de multiples interprètes. Ses chants comprenaient le chant de marins avec le refrain Denn wir fahren gegen Engelland (« Car nous naviguons contre l'Angleterre »), mis en musique par Herms Niel qui sera l'une des chansons militaires allemandes les plus chantées de la Seconde Guerre mondiale.
À l'âge de 48 ans, il se porte volontaire pour le service dans l'armée allemande pour la Première Guerre mondiale. En raison de sa mauvaise santé et de sa faible constitution, il est initialement rejeté par l'armée. Il faut l'intervention d'un ami officier pour que Löns soit accepté comme simple soldat par l'Ersatzbatallion du 73e régiment de fusiliers (Füsilier-Regiment „General-Feldmarschall Prinz Albrecht von Preußen“ (Hannoversches) Nr. 73). Le 26 septembre 1914, trois semaines seulement après son enrôlement, Löns est tué au combat lors d'un assaut sur une position française à Loivre près de Reims. Sur les 120 hommes de la 4e compagnie, son unité, seulement une vingtaine a survécu.
C'est de cette même 4e compagnie qu'Ernst Jünger prend la tête le 1er mai 1917, qui évoque la mémoire du « poète de Basse-Saxe » dans ses Orages d'acier.

## Postérité
Les livres de Löns ont continué à bien se vendre après sa mort. En 1934, ils étaient parvenus à un tirage global de 2,5 millions d'exemplaires. En 1938, le Wehrwolf avait été vendu à plus de 500 000 exemplaires (atteignant 865 000 exemplaires en 1945) ce qui fait de Löns l'un des auteurs les plus couronnés de succès  en Allemagne à l'époque.
Löns se considérait personnellement comme un poète de la nature et s'était engagé avec éloquence pour la défense de la nature. Il a été le co-initiateur de la réserve naturelle du Wilseder Berg (de) dans la lande de Lüneburg, la première réserve naturelle d'Allemagne. Löns combine ces sentiments basés notamment sur le  mouvement Heimatbewegung (de) du tournant du siècle visant à renforcer l'identité nationale et les traditions régionales avec une hostilité envers les grandes villes notamment la métropole (Berlin) et la révolution industrielle. Son œuvre littéraire a été classée dans le cadre du courant d'idées völkisch, bien que de nombreux aspects de ses ouvrages sont aussi ceux d'un individualisme intense.
Comme certains de ses écrits avaient inclus des idées nationalistes, il a été considéré par les nazis comme l'un des « leurs » (en dépit du fait que le mode de vie Löns de ne correspondait pas aux idéaux nazis).
Après 1945, Löns est demeuré un auteur à succès. La société d'édition qui a publié la plupart de ses œuvres estimait en 1966 qu'il avait été vendu 7,5 millions de ses livres.
Un film Grün ist die Heide (1932) est également basé sur les écrits de Löns. Il fait l'objet d'une nouvelle adaptation avec un grand succès commercial en 1951, mettant en vedette Sonja Ziemann et Rudolf Prack, et à nouveau en 1972.

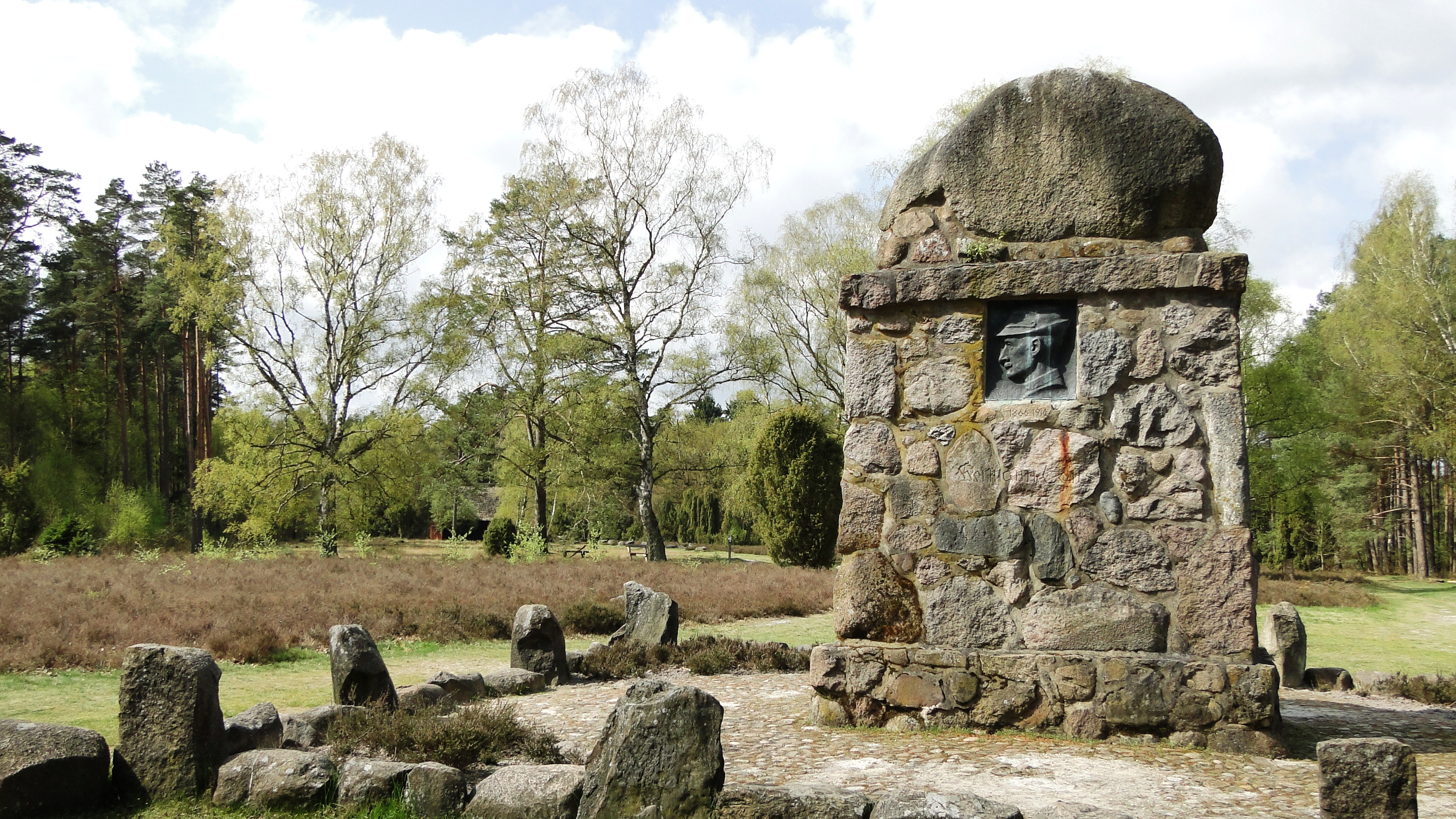
Memorial Hermann Löns près de Müden.

Il existe 113 monuments dédiés à Löns en Allemagne, au mois huit en Autriche et 19 dans d'autres pays. Sa sépulture se trouve à Uetzingen, un quartier de la commune de Bomlitz, en Basse-Saxe.

## Œuvres
- Mein goldenes Buch, 1901
- Ausgewählte Werke von Fritz von der Leine, 1902
- Mein braunes Buch, 1906
- Mümmelmann, 1909
- Contributions à Lebensbilder aus der Tierwelt (éditée par Hermann Meerwarth), 1910–12
- Mein blaues Buch, 1909
- Der letzte Hansbur, 1909
- Dahinten in der Haide, 1910
- Der Wehrwolf, 1910 Publié en français sous le titre Le Loup-Garou, traduit par Jean-Paul Allard, Paris, Éditions Art et Histoire d'Europe, 1986
- Der kleine Rosengarten, 1911, à partir duquel est dérivée la chanson Auf der Lüneburger Heide.
- Das zweite Gesicht, 1912
- Auf der Wildbahn, 1912
- Mein buntes Buch, 1913
- Die Häuser von Ohlendorf, 1913

Traduction en français
- Le Ruisseau rouge, recueil de nouvelles, préface de Jean Mabire, Auda Isarn, 2017
- Périllou et Périllette (illustrations de Blanche Holtz), Les Amis de la Culture Européenne, 28 p., 2022